# 寺尾城 (横浜市)
寺尾城（てらおじょう）は、神奈川県横浜市鶴見区馬場3丁目付近にあった日本の城（山城）。横浜市登録地域文化財（地域史跡）に登録されている。

## 概要
鶴見区馬場3丁目付近の、通称「殿山」と呼ばれる台地縁辺部に所在する。15世紀前半に後北条氏家臣である諏訪氏により築造されたと伝わる。
永禄12年（1569年）の、武田信玄による小田原攻めの際、第5代城主・諏訪右馬之助が小田原城の守備に出向いて留守の間に武田軍に攻められ、落城したと伝えられている（『北条記』）が、享保16年（1731年）に記された、建功寺（諏訪右馬之助の開基と伝わる）の過去帳『霊簿』には、「五代目馬之丞の時、天正3年（1575年）に諏訪発落」とあり、1569年と1575年のいずれの記載が史実なのか判然としない。
宅地化が進行し、城の縄張の全貌は不明瞭となりつつあるが、わずかに遺構を残し、台地斜面のマンション内の緑地帯には土塁と見られる高まりが保存されている（私有地のため無断立入禁止）。また東に隣接する「殿山公園」内では竪堀が保存されており、竪堀の発掘調査時の解説板などが整備されている。